# Pilou Asbæk
Pilou Asbæk (Koppenhága, 1982. március 2. –) dán színész. 

## Élete és pályafutása
1982-ben született Koppenhágában, Patricia és Jacob Asbæk dán galériatulajdonosok gyermekeként.
Színészként egyik legismertebb szerepe Kasper Juul a Borgen című dán televíziós sorozatban. 2016-ban a Trónok harca negatív szereplőjeként vált híressé. Euron Greyjoyt 2019-ig alakította a sorozatban.
2014. február 4-én bejelentették, hogy ő lesz a 2014-es Eurovíziós Dalfesztivál egyik házigazdája Lise Rønne és Nikolaj Koppel mellett.

## Magánélete
Az FC København Football Club szurkolója. 
Felesége Anna Bro dán drámaíró. Gyermekük 2012. december 31-én született meg.

## Filmográfia

### Film
| Év   | Magyar cím                        | Eredeti cím                  | Szerep                 | Magyar hang     |
| ---- | --------------------------------- | ---------------------------- | ---------------------- | --------------- |
| 2008 | A hit fogságában                  | To verdener                  | Teis                   |                 |
| 2008 |                                   | Comeback                     | Kris                   |                 |
| 2008 |                                   | Dig og mig                   | Oliver                 |                 |
| 2009 |                                   | Den Fremmede (rövidfilm)     | Den Mørkhårede         |                 |
| 2009 |                                   | Monsterjægerne               | Søren                  |                 |
| 2010 |                                   | R                            | Rune                   |                 |
| 2010 | Egy család                        | En familie                   | Peter                  |                 |
| 2010 |                                   | Venus (rövidfilm)            | Rasmus                 |                 |
| 2010 | Hallatlan igazság                 | The Whistleblower            | Bas                    |                 |
| 2011 |                                   | Bora Bora                    | Jim                    |                 |
| 2012 | Emberrablás                       | Kapringen                    | Mikkel Hartmann        |                 |
| 2013 |                                   | Spies & Glistrup             | Simon Spies            |                 |
| 2014 | Lucy                              | Lucy                         | Richard                | Király Attila   |
| 2014 | ’76 nyara                         | Kapgang                      | Onkel Kristian         |                 |
| 2014 | Fácángyilkosok                    | Fasandræberne                | Ditlev Pram            | Varga Gábor     |
| 2014 | Néma szív                         | Stille hjerte                | Dennis                 | Horváth Illés   |
| 2015 |                                   | 9. april                     | Sekondløjtnant Sand    |                 |
| 2015 | Egy háború                        | Krigen                       | Claus Michael Pedersen | Király Attila   |
| 2016 | Ben-Hur                           | Ben-Hur                      | Poncius Pilátus        | Csankó Zoltán   |
| 2016 | A Nagy Fal                        | The Great Wall               | Bouchard               |                 |
| 2017 | Páncélba zárt szellem             | Ghost in the Shell           | Batou                  | Szabó Győző     |
| 2017 | Páncélba zárt szellem             | Ghost in the Shell           | Batou                  | Varga Rókus     |
| 2017 |                                   | Woodshock                    | Keith                  |                 |
| 2018 |                                   | The Guardian Angel           | Anders Olsen           |                 |
| 2018 | Overlord                          | Overlord                     | Wafner                 | Széles Tamás    |
| 2020 |                                   | Run Sweetheart Run           | Ethan                  |                 |
| 2021 | Halálos harcmező                  | Outside the Wire             | Victor Koval           | Makranczi Zalán |
| 2022 | Uncharted                         | Uncharted                    | Gage                   | Fekete Ernő     |
| 2022 | Szamaritánus                      | Samaritan                    | Cyrus / Nemesis II     | Mészáros András |
| 2023 |                                   | I.S.S.                       | Alexey Pulov           |                 |
| 2023 | A kimenekítési projekt            | Hidden Strike                | Owen Paddock           |                 |
| 2023 | Aquaman és az elveszett királyság | Aquaman and the Lost Kingdom | Kordax                 | Olt Tamás       |
| 2023 |                                   | Når befrielsen kommer        | Jacob                  |                 |
| 2024 | Borzalmak városa                  | ’Salem’s Lot                 | Richard Straker        | Király Attila   |

### Televízió
| Év        | Magyar cím                      | Eredeti cím                  | Szerep                  | Megjegyzések                                |
| --------- | ------------------------------- | ---------------------------- | ----------------------- | ------------------------------------------- |
| 2008      |                                 | Deroute                      | Mulvad                  | 3 epizód                                    |
| 2009      | Egy gyilkos ügy                 | Forbrydelsen                 | David Grüner            | 1 epizód                                    |
| 2009–2010 | A Blekinge utcai banda          | Blekingegade                 | Carsten Nielsen         | minisorozat (3 epizód)                      |
| 2010–2013 |                                 | Borgen                       | Kasper Juul             | 29 epizód                                   |
| 2013      | Borgiák                         | The Borgias                  | Paolo Orsini            | 7 epizód                                    |
| 2014      | 2014-es Eurovíziós Dalfesztivál | Eurovision Song Contest 2014 | önmaga (társ-házigazda) |                                             |
| 2014      |                                 | 1864                         | Didrich                 | minisorozat (8 epizód)                      |
| 2016      |                                 | Stag                         | Neils                   | minisorozat (1 epizód)                      |
| 2016–2019 | Trónok harca                    | Game of Thrones              | Euron Greyjoy           | 9 epizód                                    |
| 2020      | A nyomozás                      | The Investigation            | Jakob Buch-Jepsen       | minisorozat (6 epizód)                      |
| 2024      | Az istenek alkonya              | Twilight of the Gods         | Thor (hangja)           | - 6 epizód - magyar hangja: - Király Attila |